# Гринячка
Гринячка (укр. Гринячка) — село в Клишковецкой сельской общине Днестровского района Черновицкой области Украины.
До 2020 года входило в Хотинский район
Население по переписи 2001 года составляло 160 человек. Почтовый индекс — 60013. Телефонный код — 3731. Код КОАТУУ — 7325088003.